# Ivan Borodiak
Iván Borodiak, conosciuto con il nome John (Buenos Aires, 22 aprile 1940), è un ex calciatore argentino naturalizzato statunitense.

## Carriera

### Club
Di origine ucraina, Borodiak iniziò la sua carriera agonistica nella nativa Argentina, dapprima nel  Talleres di Remedios de Escalada e poi nell'Almagro.
Nel 1960 si trasferisce ai Philadelphia Ukrainians, società statunitense, con cui gioca sino al 1966.
Tra il 1966-1967 milita nei Newark Ukrainian Sitch.
Nel 1967 passa ai Philadelphia Spartans, società militante in NPSL I. Con gli Spartans ottiene il secondo posto della Estern Division, non riuscendo così a classificarsi per la finale del campionato.
Nella stagione 1968 passa ai Cleveland Stokers. Con gli Stokers, giungerà a disputare le semifinali per l'assegnazione del titolo, da cui sarà estromesso dai futuri campioni dell'Atlanta Chiefs.
Nella stagione 1969 si trasferì ai Baltimore Bays, società con cui giunge all'ultimo posto del campionato.
Dopo un passaggio al Blau Weiss Gottschee di New York, chiude la carriera agonistica nei Philadelphia Spartans.

## Nazionale
Naturalizzato statunitense, il 27 maggio 1964 Borodiak indossa la maglia degli USA nella sconfitta per 10-0 contro l'Inghilterra.

### Cronologia presenze e reti in Nazionale
| Cronologia completa delle presenze e delle reti in nazionale ― Stati Uniti | Cronologia completa delle presenze e delle reti in nazionale ― Stati Uniti | Cronologia completa delle presenze e delle reti in nazionale ― Stati Uniti | Cronologia completa delle presenze e delle reti in nazionale ― Stati Uniti | Cronologia completa delle presenze e delle reti in nazionale ― Stati Uniti | Cronologia completa delle presenze e delle reti in nazionale ― Stati Uniti | Cronologia completa delle presenze e delle reti in nazionale ― Stati Uniti | Cronologia completa delle presenze e delle reti in nazionale ― Stati Uniti |
| Data                                                                       | Città                                                                      | In casa                                                                    | Risultato                                                                  | Ospiti                                                                     | Competizione                                                               | Reti                                                                       | Note                                                                       |
| -------------------------------------------------------------------------- | -------------------------------------------------------------------------- | -------------------------------------------------------------------------- | -------------------------------------------------------------------------- | -------------------------------------------------------------------------- | -------------------------------------------------------------------------- | -------------------------------------------------------------------------- | -------------------------------------------------------------------------- |
| 27-5-1964                                                                  | New York                                                                   | Stati Uniti                                                                | 0 – 10                                                                     | Inghilterra                                                                | Amichevole                                                                 | -                                                                          |                                                                            |
| Totale                                                                     |                                                                            | Presenze                                                                   | 1                                                                          |                                                                            | Reti                                                                       | 0                                                                          |                                                                            |